# Wladimirkathedrale (Chersones)

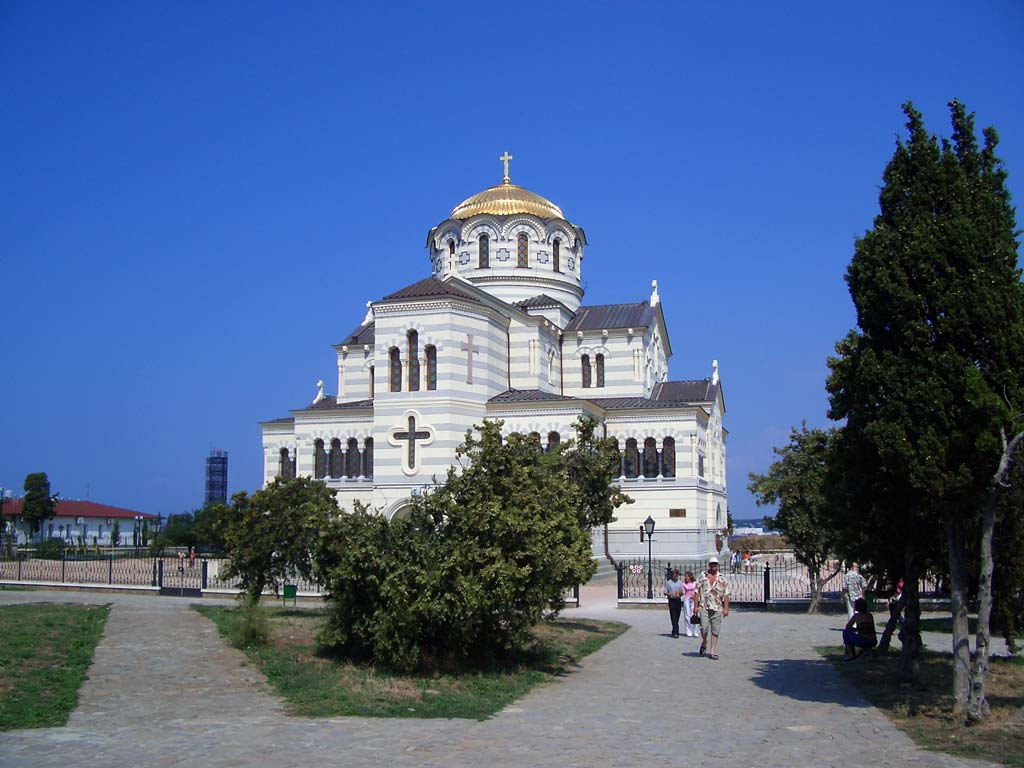
Wladimir-Kathedrale in Chersones

Die Wladimirkathedrale in Chersones im Außen-Stadtbereich von Sewastopol wurde 1892 an jener Stelle eröffnet, an der sich der Legende nach Fürst Wladimir von der Kiewer Rus 900 Jahre zuvor zum orthodoxen Christentum bekannt haben soll. Nach schwersten Zerstörungen im Zweiten Weltkrieg und folgenden Jahrzehnten der Vernachlässigung wurde das Bauwerk um die Jahrtausendwende weitgehend originalgetreu rekonstruiert. Sie gehört heute der russisch-orthodoxen Kirche.

## Geschichte
Wenige Jahre nach der innerstädtischen Wladimir-Kathedrale, die unter anderem die Grabdenkmale von berühmten Admirälen der Schwarzmeerflotte enthält, wurde im Klosterareal von Chersones inmitten der antiken Ausgrabungen die zweite Wladimirkathedrale der Stadt eröffnet. Ihr Bau geht auf Order der russischen Zarin zurück. Nach der Eingliederung der Ukraine in die Sowjetunion wurde der Sakralbau 1926 für Gottesdienste geschlossen. Den Zerstörungen im Zweiten Weltkrieg sollen noch Sprengversuche gefolgt sein. 
Nach der Abspaltung der früheren Sowjetrepubliken kam es 1992 zu ersten Gottesdiensten im ehemals sakralen Bereich. Um die Jahrtausendwende fand die umfassende Rekonstruktion des Gotteshauses statt. 2005 wurde sie neu  geweiht. Es handelt sich um einen der bedeutendsten wiedergeborenen Kirchenbauten der postsowjetischen Ära.